# Joseph Achron
Joseph Achron, en russe : Иосиф Юльевич Ахрон (né de parents russes le 13 mai 1886 à Lozdzieje, dans l’Empire russe, aujourd’hui Lazdijai, en Lituanie – mort le 29 avril 1943 à Hollywood, aux États-Unis), est un compositeur et violoniste russe, d’origine juive, qui a émigré aux États-Unis en 1925. Achron a tenté de développer une véritable musique juive. Il a été un ami d'Arnold Schönberg. Le pianiste et compositeur Isidore Achron était son frère.

## Biographie
Son père, un violoniste amateur, lui enseigne le violon alors qu'il n'a que 5 ans. Il donne son premier concert à Varsovie à l'âge de 7 ans. Ce triomphe marque la naissance d'une carrière d'enfant prodige qui le conduit à entreprendre des tournées de concert jusqu'en Russie. De 1899 à 1904, il étudie le violon sous la tutelle de Leopold Auer et la composition au Conservatoire Rimski-Korsakov de Saint-Pétersbourg. Membre d'un cercle de musique folklorique juive, il s'intéresse et joue fréquemment de la musique hébraïque. Il publie en 1911 sa première composition influencée par cette musique folklorique, la Hebrew Melody, op. 33, pour violon et orchestre que le grand violoniste Jascha Heifetz ajoute immédiatement à son répertoire.
Directeur des départements de violon et de musique de chambre du Conservatoire Kharkiv d'Ukraine. Pendant la Première Guerre mondiale, il est mobilisé et sert dans l'Armée impériale russe de 1916 à 1918. Pendant la guerre, il continue de publier des œuvres, notamment la Suite bizarre, op. 41, et la Sonate no 2, op. 45, deux compositions pour violon et piano. Après la guerre, il donne plus de mille concerts à travers l'Europe. 
En 1922, il déménage à Berlin avec son ami Mikhaïl Gnessine qui devient son partenaire dans une maison d'édition dévolue à la musique juive. En 1924, il séjourne en Palestine et, l'année suivante, devient professeur de violon au Westchester Conservatory de New York. Plusieurs de ses compositions pour orchestre seront créées sur le sol américain, dont le Concerto pour violon no 1, op. 60 (publié en 1925) à l'Orchestre symphonique de Boston en 1927 et le Concerto pour violon no 2, op. 68  (publié en 1933) à l'Orchestre philharmonique de Los Angeles en 1936. Ses dernières œuvres sont marquées par l'atonalité et la polytonalité.
Il meurt à Hollywood en 1943, à l'âge de 56 ans.
Il est le frère aîné du pianiste Isidore Achron qui fut pendant de nombreuses années l'accompagnateur attitré de Jascha Heifetz.

## Œuvres principales

### Musique concertante
- Hazan, pour violoncelle et orchestre, op. 34 (1912), également une version pour violoncelle et piano
- Sher, danse pour clarinette et orchestre, op. 42 (1917), également une version pour violon et piano (voir infra)
- Fragment mystique, pour violoncelle et orchestre, op. 43 (1917), également une version pour violoncelle et piano
- Concerto pour violin no 1, op. 60 (1925)
- Konzertanten-Kapelle, pour violon et orchestre, op. 64 (1928)
- Concerto pour violin no 2, op. 68 (1933)
- Concerto pour violin no 3, op. 72 (1937)

### Musique pour orchestre
- Der Letzte (D. Shimonovich) – Poem for Voice and Orchestra, op. 54 (1923)
- Mohne (S. Schneur), pour soprano et orchestre, op. 55 (1923)
- Belshazzar, deux tableaux pour grand orchestre, op. 58 (1931)
- The Golem, suite pour orchestre de chambre (1932), version orchestrée de l'œuvre de chambre éponyme (voir infra.)
- A Dance Ouverture for Orchestra (1932)
- Dance of the Tzadikim for Orchestra (1933)

### Musique chorale
- Epitaph (à la mémoire de Scriabine), pour quatre voix et grand orchestre, op. 38 (1915)
- Salome's Dance, pour voix mixtes, piano et percussion, op. 61 (1925), version révisée en 1966
- Evening Service of the Sabbath, pour baryton, quatre voix et orgue, op. 67 (1932)

### Musique de chambre
- Prélude, pour violon et piano, op. 13 (1904)
- Souvenir de Varsovie, pour violon et piano, op. 14 (1905)
- Coquetterie, pour violon et piano, op. 15 (1905)
- Sérénade, pour violon et piano, op. 17 (1906)
- Les Sylphides, pour violon et piano, op. 18 (1905)
- Berceuse no 2, pour violon (ou violoncelle) et piano, op. 20 (1906)
- Suite no 1 « en style ancien », pour violon et piano, op. 21 (vers 1914), version révisée en 1923
- Suite no 2 « en style moderne », pour violon et piano, op. 22 (1906)
- Suite no 3 « Quatre tableaux fantastiques », pour violon et piano, op. 23 (1906-1907)
- Hör ich das Liedchen klingen (Heinrich Heine), pour voix et piano, op. 24 (1907)
- 3 Poems, pour voix et piano, op. 25 (1907)
- Chromatic String Quartet, op. 26 (1907)
- 4 Poems, pour voix et piano, op. 26 (1907)
- Sonate no 1, pour violon et piano, op. 29 (1910)
- 2 Poems, pour voix et piano, op. 31 (1910-1911)
- 2 Stimmungen, Deux pièces pour violon et piano, op. 32 (1910)
- Hebrew Melody, pour violon et piano (1911), version orchestrée ultérieure
- 2 Hebrew Pieces, pour violon et piano, op. 35 (1912), version orchestrée ultérieure
- 2 Stimmungen, Deux nouvelles pièces pour violon et piano, op. 36 (1913)
- Dance Improvisation on a Hebrew Folksong, pour violon et piano, op. 37 (1914), version orchestrée ultérieure
- Suite bizarre, pour violon et piano, op. 41 (1916)
- Scher, pour violon et piano, op. 42 (1917)
- 2 Pastels, pour violon et piano, op. 44 (1917), version orchestrée ultérieure
- Sonate no 2, pour violon et piano, op. 45 (1918)
- Agada, pour violon et piano, op. 46 (1920)
- Liebeswidmung, pour violon et piano, op. 51 (1921)
- 2 Lieder, pour voix et piano, op. 52 (1922), le second lied publié dans une version pour violon et piano en 1923 sous le titre Canzonetta
- 3 Lieder, pour voix et piano, op. 53 (1923)
- Children's Suite, pour clarinette, quatuor à cordes et piano, op. 57 (1925), version pour piano seul publié en 1923
- Pensée de Leopold Auer, pour violon et piano (publié sans numéro d'opus en 1925)
- Elegy, pour quatuor à cordes, op. 62 (1927)
- 4 Improvisations, pour quatuor à cordes, op. 63 (1927)
- The Golem, pour violoncelle, trompette, cor et piano (1931)
- A Kapelle Konzertisten (A. Lutzki), pour voix et piano, op. 64 (1928)
- 2 pièces, pour alto et piano, op. 65 (1932)
- Sinfonietta, pour quatuor à cordes, op. 71 (1935)
- Sextuor à vent, pour flûte, hautbois, clarinette, basson, cor et trompette (1938)

### Musique pour piano seul
- In der Gewalt des Schönen - 5 pièces pour piano, op. 28 (1908)
- Symphonic Variations and Sonata on a Palestinian Theme of the folk song « El Yivneh Hagalil », op. 39 (vers 1916)
- 2 Piano Pieces, op. 56 (1923)
- Kindersuite, op. 57 (1923), également une version ultérieure pour clarinette, quatuor à cordes et piano
- Statuettes, op. 66 (1931)
- Little Dance Fantasy (1932)
- Children's World, op. 70 (1934)
- Concerto pour piano seul, op. 74 (1941)

### Musique pour violon seul
- Dans l'intimité, I. Improvisation ; II. Plaisanterie musicale sur l'air populaire Oh, du lieber Augustin, op. 19 (1909)

### Musique de scène
- Les Aveugles, pour orchestre de chambre, op. 47, (musique de scène pour la pièce éponyme de Maurice Maeterlinck) (1919)
- L'intruse, pour orchestre, op. 48, (musique de scène pour la pièce éponyme de Maurice Maeterlinck) (1919)
- The Fiddler's Soul, pour orchestre, op. 50, (musique de scène pour la pièce éponyme de Isaac Leib Peretz (1920)
- Spring Night, musique de ballet pour un court métrage (1935)

## Discographie
- Suites pour violon et piano - Hagai Shaham, violon ; Arnon Erez, piano (26–28 février 1996 et 8–10 mars 2009, 2CD Hyperion CDA67841 / Biddulph Recordings LAW 021 [CD1]) (OCLC 985893037 et 1014140322)
- Concerto pour violon* ; The Golem ; Deux tableaux de Belhazzar - Elmar Oliveira, violon* ; Rundfunk-Sinfonieorchester Berlin, dir. Joseph Silverstein* ; Orchestre symphonique de Barcelone, dir. Gerard Schwarz (juillet 1998/septembre 2000, Naxos)
- Musique pour violon et piano - Michael Ludwig, violon ; Alison d'Amato, piano ; 1 CD Naxos 8.573240, 2014.